# 이린 (왕족)
이린(李璘, ? ~ ?년 11월 24일)은 조선 전기의 왕족이다. 양녕대군 제의 후손으로 서산군 이혜의 증손자이며 취성군 이빈의 손자이다. 사후 영풍군의 양증손자가 되었다. 손자 이로의 출세로 여러번 증직이 추증됐으며, 고종 때 가서 하창군에 추봉되었다.
양녕대군 제의 현손으로, 증조할아버지는 서산군 이혜, 할아버지는 취성군 이빈이었다. 진사가 되고 음직으로 부사과, 사과를 역임했다. 사후 손자 이로의 출세로 증 이조참판에 추증되었다가, 다시 증 병조판서로 추증되었으며, 또다시 증 이조판서로 거듭 재추증되었다. 사후, 고종 때 그의 할아버지 취성군 이빈이 세종과 혜빈 양씨의 아들 영풍군의 사후 양자가 되면서, 그도 왕족의 예에 따라 하창군에 추증되었다.
묘소는 경기도 시흥군 강적동(康迪洞, 현 서울특별시 동작구 상도2동) 선조좌록(先兆左麓) 언덕 자좌(子坐)에 매장되었다.

## 같이 보기
- 선원보
- 숭록대부판돈녕부사이로묘갈명